# Expleo
Expleo es una empresa que opera en el campo de la ingeniería, servicios de calidad y consultoría de gestión.
La empresa está activa en una amplia gama de sectores, tales como aeroespacial, automoción, banca y servicios financieros, defensa, naval, energía, ciencias de la salud, ferrocarril, transporte, compañías de seguros, comercio, logística, telecomunicaciones y servicios públicos. 
Sus principales clientes incluyen a Airbus, Barclays, BP, Commerzbank, Credit Suisse, Daimler, Deutsche Bank, Deutsche Post AG, Volkswagen AG, Audi, Porsche, Eurobet, Eurogate, MessageLabs, Phoenics, T-Mobile, T-Systems y el grupo Zúrich .

## Desarrollo
Se fundó en 2019 después de que Asystem, con el apoyo de su propietario mayoritario Ardian, adquiriera por completo SQS Software Quality Systems en 2018.  Desde el 6 de febrero de 2019, la antigua SQS AG forma parte oficialmente del Grupo Expleo. Su nuevo nombre es Expleo Technology Germany GmbH y Expleo Germany GmbH.

## Empresa
Las siguientes empresas forman parte del Grupo Expleo: Aerotec, Athos Aéronautique, Double Consulting, Edison Technical Recruitment, Moorhouse Consulting, Silver Atena, Stirling Dynamics, Sud Aviation Services, Trissential y Vista Technologies .

## Ubicaciones
Tiene presencia global en 30 países.